# Ana Carolina Vieira (lutadora)
Ana Carolina Vieira (Rio de Janeiro, 19 de novembro de 1993) é uma grappler e praticante de jiu-jitsu brasileiro brasileira. Multicampeã mundial e brasileira nas divisões de faixas coloridas, Vieira é pentacampeã mundial faixa-preta da IBJJF, tetracampeã do IBJJF Pan-Americano, bicampeã do Abu Dhabi World Pro e campeã europeia. Ela é a fundadora do Aviv Jiu-Jitsu.

## Biografia
Ana Carolina Vieira nasceu em 19 de novembro de 1993, no Rio de Janeiro, Brasil. Ela começou a aprender capoeira e, aos 14 anos, iniciou no jiu-jitsu brasileiro (BJJ), mas abandonou devido à falta de outras garotas. Aos 17 anos, decidiu retornar ao BJJ após assistir seu irmão Rodolfo Vieira competir.

## Carreira no grappling
Ela começou a treinar com o técnico Gabriel Marinho, conquistando, como faixa-azul em 2012, três grandes competições: as seletivas do Abu Dhabi World Pro, o Campeonato Mundial e o Campeonato Brasileiro. Como membro da Grappling Fight Team, que incluía atletas como Mayssa Bastos, Amanda Monteiro e Thamires Aquino, Vieira passou a treinar com o técnico principal Julio Cesar Pereira. Ela começou a vencer campeonatos em todos os níveis de faixa. Foi promovida a faixa-preta em junho de 2016. No ano seguinte, tornou-se campeã mundial faixa-preta da IBJJF e, em 2018, venceu tanto o Mundial com quimono quanto o Mundial Sem Quimono. Em 26 de março de 2023, Vieira conquistou sua quarta medalha de ouro na divisão peso-médio pesado do Campeonato Pan-Americano da IBJJF de 2023.

### 2024
Vieira competiu nas Seletivas Sul-Americanas do ADCC 2024, em 9 de março de 2024, onde conquistou uma medalha de ouro na divisão até 65 kg e foi convidada para o Campeonato Mundial de ADCC 2024.
Vieira derrotou Amanda Leve, Bia Mesquita e Helena Crevar para conquistar o ouro na divisão até 65 kg no Campeonato Mundial de ADCC 2024, em 17 e 18 de agosto de 2024.
Vieira competiu contra Aurelie Le Vern no ADXC 7, em 17 de novembro de 2024. Ela perdeu a luta por decisão.

## Conquistas e feitos
Principais conquistas (nível faixa-preta):
- 5x Campeã Mundial da IBJJF (2022 / 2021 / 2019 / 2018 / 2017)
- 2x Campeã do IBJJF Pan-Americano (2021 / 2019)
- Campeã do IBJJF European Open (2017[10])
- Campeã do Grand Prix 3CG Kumite 7 (2020)
- 2x Campeã do AJP Abu Dhabi World Pro (2018 / 2017)
- 2º lugar no Campeonato Mundial Sem Quimono da IBJJF (2018)
- 2º lugar no Campeonato Pan-Americano da IBJJF (2021[nota 1])
- 2º lugar no Grand Prix Feminino Peso-Pesado da IBJJF (2023)[11]
- 3º lugar no Campeonato Mundial da IBJJF (2022[nota 1]/2019[nota 1]/2018[nota 1])

Principais conquistas (faixas coloridas):
- 5x Campeã Mundial da IBJJF (2016 faixa-marrom / 2014 faixa-roxa / 2013[nota 2] / 2012 faixa-azul)
- 4x Campeã do Campeonato Brasileiro da CBJJ (2016[nota 2] faixa-marrom / 2014 faixa-roxa / 2012 faixa-azul)
- Campeã do UAEJJF Grand Slam, Rio de Janeiro (2016)
- Campeã do Campeonato Brasileiro por Equipes de BJJ (2012 faixa-azul)
- 2º lugar no Campeonato Brasileiro da CBJJ (2014[nota 1] faixa-roxa)
- 3º lugar no Campeonato Mundial da IBJJF (2012[nota 1] faixa-azul)
- 3º lugar no Campeonato Brasileiro da CBJJ (2012[nota 1] faixa-azul)

## Linhagem de instrutores
Luis França > Oswaldo Fadda > Monir Salomão > Júlio César Pereira > Ana Carolina Vieira

## Vida pessoal
Vieira é cofundadora, junto com sua esposa Hall da Fama, pentacampeã mundial da IBJJF e campeã do ADCC Luanna Alzuguir, do Aviv Jiu-Jitsu, e é irmã do multicampeão mundial e integrante do Hall da Fama Rodolfo Vieira.